# 刘正荣
刘正荣（1962年2月—），男，汉族，江苏金坛人，中华人民共和国政治人物。曾任新华通讯社党组成员、副社长，现任中华全国新闻工作者协会副主席、书记处书记。